# 拉德克利夫塔
拉德克利夫塔（英语：Radcliffe Tower）是拉德克利夫庄园中唯一保存下来的部分（格網參考 SD79580751），是一座位于大曼彻斯特郡的登录建筑和英国古迹。拉德克利夫庄园被摧毁后，这座高塔由拉德克利夫的庄园主詹姆斯·德·拉德克利夫于1403年重建，当时还有一座大厅和两座或一座塔被重建。